# Command & Conquer: Renegade
Command & Conquer: Renegade je akční počítačová hra typu FPS, vyvinutá společností Westwood Studios. Je to jediná hra ze série Command & Conquer, která používá pohled první osoby. Plánovaný port po konzoli PlayStation 2 byl zrušen, a stejně tak i pokračování Command & Conquer: Renegade 2.[zdroj?]

## Hratelnost
Hra nás ve 12 levelech zavede do známých lokací světa Command & Conquer. Společně s Havokem navštívíme vnitřky notoricky známých budov, provětráme nejedno vozidlo GDI i Nodu a zejména vystřílíme tuny munice. Havoc si totiž s ničím příliš hlavu neláme a využívá veškerý dostupný zbrojní arzenál. Pistolí počínaje, přes samopal, sniperku, rotačák, granátomet či bazuku se dostaneme k laserovám zbraním, chemickým na bázi Tiberia až k iontovému kanónu. Zdraví si doplňujeme pomocí lékáren a nechybí samozřejmě ani dostatek přídavného brnění zvyšující naší odolnost.
Během jednotlivých misí nás provází EVA, od níž dostáváme nové úkoly. Ty jsou rozděleny do tří kategorií: primární, sekundární a terciární. Splnění primárních úkolů je nezbytné k dokončení levelu. U sekundárních úkolů je na našem zvážení, zda ho chceme splnit. Dokončení těchto úkolu nijak neovlivňuje průběh hry, jen se odrazí na konečném hodnocení po skončení levelu. Poslední terciární úkoly nedostáváme přímo zadány. Jen na ně bývá nepřímý odkaz v komunikaci a je tak jen na našem důvtipu, zda je zaznamenáme.

## Příběh
Příběh hry se odehrává v posledních dnech První Tiberiové války, tedy se dějově překrývá s událostmi hry Command & Conquer: Tiberian Dawn. Bratrstvo nod se zmocnilo trojice prominentních vědců na výzkum Tiberia, které hodlá zneužít při dokončení projektu Re-Genesis. To samozřejmě nemůže zůstat bez reakce GDI. Po stopách Dr. Mobiuse, jeho dcery Sydney a Dr. Petrova se vydává elitní komando Nicka „Havoc“ Parkera.
Havoc nikdy nevynikal dodržováním vojenského drilu, avšak pokud dojde na delikátní mise hluboko v nepřátelském území, je osobou na správném místě. Navíc v honbě za unesenými vědci napříč celým světem ho žene i osobní záležitost. Ve službách generála Raveshawa působí i Sakura Obata, s níž ho pojí společná minulost.